# Stabæk Fotball 2016
Questa voce raccoglie le informazioni riguardanti lo Stabæk Fotball nelle competizioni ufficiali della stagione 2016.

## Stagione
Il 5 novembre 2015, l'allenatore Bob Bradley aveva annunciato che avrebbe lasciato l'incarico da allenatore dello Stabæk al termine della stagione in corso, dopo aver già portato matematicamente in Europa League la sua squadra in vista dell'annata successiva. Il 30 novembre, Billy McKinlay è stato allora ingaggiato come nuovo tecnico, per l'annata 2016. L'11 dicembre 2015 è stato ufficializzato il calendario per il campionato 2016, con lo Stabæk che avrebbe cominciato la stagione nel fine settimana dell'11-13 marzo 2016, andando a far visita all'Aalesund al Color Line Stadion.
In virtù della qualificazione all'Europa League arrivata nell'annata precedente, una commissione UEFA è andata a visitare il Nadderud Stadion – impianto che ospita le partite casalinghe dello Stabæk – per valutare se fosse idoneo agli standard richiesti. Il giudizio sullo stadio è stato però negativo e sono state indicate una serie di migliorie da apportare affinché potesse ospitare le sfide di Europa League. Giudicate le migliorie troppo dispendiose, lo Stabæk ha scelto di appoggiarsi così al Fredrikstad Stadion per le partite casalinghe di Europa League.
Il 1º aprile è stato sorteggiato il primo turno del Norgesmesterskapet 2016: lo Stabæk avrebbe così fatto visita al Korsvoll. Al secondo turno, la squadra è stata sorteggiata contro lo Sparta Sarpsborg. La squadra è arrivata fino al quarto turno, per essere poi eliminata dallo Strømsgodset.
Il 20 giugno, l'UEFA ha effettuato i sorteggi per il primo turno di qualificazione all'Europa League 2016-2017, a cui lo Stabæk avrebbe preso parte: il club norvegese avrebbe affrontato i gallesi del Connah's Quay Nomads. Dopo lo 0-0 dell'andata in Galles, lo Stabæk è stato sconfitto a Fredrikstad per 0-1, salutando così la competizione. A seguito di questo risultato, McKinlay è stato esonerato. Lo spagnolo Toni Ordinas ne ha preso il posto.
Lo Stabæk ha chiuso la stagione al 14º posto, dovendo così affrontare le qualificazioni all'Eliteserien per mantenere il proprio posto nella massima divisione locale. Nel doppio confronto con il Jerv, lo Stabæk si è imposto con un punteggio complessivo di 2-1.

## Maglie e sponsor
Lo sponsor tecnico per la stagione 2016 è stato Adidas, mentre gli sponsor ufficiali è stato SpareBank 1. La divisa casalinga era composta da una maglietta a strisce costituite da due tonalità diverse di blu. La divisa da trasferta fu invece totalmente bianca.
| Casa | Trasferta |

## Rosa
| N. |                           | Ruolo | Calciatore                 |
| -- | ------------------------- | ----- | -------------------------- |
| 1  | Costa d'Avorio (bandiera) | P     | Mandé Sayouba              |
| 3  | Norvegia (bandiera)       | D     | Morten Skjønsberg          |
| 4  | Svezia (bandiera)         | D     | Marcus Nilsson             |
| 4  | Norvegia (bandiera)       | D     | Nicolai Næss               |
| 6  | Svezia (bandiera)         | C     | Johan Andersson            |
| 6  | Norvegia (bandiera)       | C     | Emil Dahle                 |
| 7  | Costa Rica (bandiera)     | A     | Mynor Escoe                |
| 7  | Ghana (bandiera)          | A     | Ernest Asante              |
| 8  | Stati Uniti (bandiera)    | C     | Cole Grossman              |
| 9  | Georgia (bandiera)        | C     | Giorgi Gorozia             |
| 10 | Albania (bandiera)        | A     | Agon Mehmeti               |
| 11 | Norvegia (bandiera)       | A     | Moussa Njie                |
| 12 | Norvegia (bandiera)       | P     | Christian Schaanning Mørch |
| 13 | Norvegia (bandiera)       | C     | Eirik Haugstad             |
| 14 | Norvegia (bandiera)       | A     | Emil Ekblom                |
| 16 | Norvegia (bandiera)       | D     | Andreas Hanche-Olsen       |
| 17 | Scozia (bandiera)         | D     | Alex Davey                 |
| 18 | Norvegia (bandiera)       | D     | Jeppe Moe                  |

| N. |                           | Ruolo | Calciatore                |
| -- | ------------------------- | ----- | ------------------------- |
| 19 | Ghana (bandiera)          | A     | Shadrach Eghan            |
| 20 | Ghana (bandiera)          | C     | Kamal Issah               |
| 21 | Norvegia (bandiera)       | D     | Daniel Granli             |
| 22 | India (bandiera)          | P     | Gurpreet Singh Sandhu     |
| 23 | Norvegia (bandiera)       | C     | Emil Bohinen              |
| 24 | Norvegia (bandiera)       | P     | Simen Lillevik Kjellevold |
| 25 | Norvegia (bandiera)       | D     | Birger Meling             |
| 28 | Costa d'Avorio (bandiera) | C     | Luc Kassi                 |
| 30 | Norvegia (bandiera)       | C     | Markus Aanesland          |
| 32 | Brasile (bandiera)        | C     | Alanzinho                 |
| 40 | Norvegia (bandiera)       | C     | Marius Østvold            |
| 42 | Norvegia (bandiera)       | C     | Tobias Børkeeiet          |
| 50 | Norvegia (bandiera)       | A     | Marcus Mehnert            |
| 60 | Norvegia (bandiera)       | D     | Edvard Linnebo Race       |
| 77 | Norvegia (bandiera)       | A     | Muhamed Keita             |
| 90 | Norvegia (bandiera)       | D     | Jesper Espung             |
| 98 | Norvegia (bandiera)       | A     | Sebastian Pedersen        |
| 99 | Norvegia (bandiera)       | C     | Ohi Omoijuanfo            |

## Calciomercato

### Sessione invernale(dal 01/01 al 31/03)
| Arrivi           | Arrivi          | Arrivi    | Arrivi        |
| R.               | Nome            | da        | Modalità      |
| ---------------- | --------------- | --------- | ------------- |
| D                | Alex Davey      | Chelsea   | prestito      |
| C                | Emil Dahle      | Bryne     | fine prestito |
| C                | Ohi Omoijuanfo  | Jerv      | definitivo    |
| A                | Shadrach Eghan  | Twente    | prestito      |
| A                | Emil Ekblom     | Strømmen  | fine prestito |
| A                | Agon Mehmeti    | Malmö FF  | definitivo    |
| Altre operazioni |                 |           |               |
| R.               | Nome            | da        | Modalità      |
| C                | Craig Henderson | Mjøndalen | fine prestito |

| Partenze | Partenze             | Partenze    | Partenze      |
| R.       | Nome                 | a           | Modalità      |
| -------- | -------------------- | ----------- | ------------- |
| D        | Ville Jalasto        |             | svincolato    |
| C        | Anthony Annan        |             | svincolato    |
| C        | Emil Dahle           | HamKam      | definitivo    |
| C        | Craig Henderson      | GAIS        | definitivo    |
| A        | Emil Ekblom          | KFUM Oslo   | prestito      |
| A        | Yassine El Ghanassy  |             | svincolato    |
| A        | Muhamed Keita        | Lech Poznań | fine prestito |
| A        | Ásgeir Sigurgeirsson | KA Akureyri | prestito      |

### Tra le due sessioni
| Arrivi | Arrivi                    | Arrivi | Arrivi     |
| R.     | Nome                      | da     | Modalità   |
| ------ | ------------------------- | ------ | ---------- |
| P      | Simen Lillevik Kjellevold | Førde  | definitivo |
| C      | Johan Andersson           |        | svincolato |

| Partenze | Partenze   | Partenze | Partenze      |
| R.       | Nome       | a        | Modalità      |
| -------- | ---------- | -------- | ------------- |
| D        | Alex Davey | Chelsea  | fine prestito |

### Sessione estiva(dal 21/07 al 17/08)
| Arrivi | Arrivi         | Arrivi      | Arrivi     |
| R.     | Nome           | da          | Modalità   |
| ------ | -------------- | ----------- | ---------- |
| D      | Marcus Nilsson |             | svincolato |
| C      | Alanzinho      |             | svincolato |
| A      | Mynor Escoe    | Saprissa    | prestito   |
| A      | Muhamed Keita  | Lech Poznań | prestito   |

| Partenze | Partenze       | Partenze      | Partenze      |
| R.       | Nome           | a             | Modalità      |
| -------- | -------------- | ------------- | ------------- |
| D        | Nicolai Næss   | Columbus Crew | definitivo    |
| C        | Eirik Haugstad | Jerv          | definitivo    |
| A        | Shadrach Eghan | Twente        | fine prestito |
| A        | Marcus Mehnert | Asker         | definitivo    |

### Dopo la sessione estiva
| Arrivi | Arrivi | Arrivi | Arrivi   |
| R.     | Nome   | da     | Modalità |
| ------ | ------ | ------ | -------- |

| Partenze | Partenze      | Partenze       | Partenze   |
| R.       | Nome          | a              | Modalità   |
| -------- | ------------- | -------------- | ---------- |
| C        | Kamal Issah   | Gençlerbirliği | definitivo |
| A        | Ernest Asante | Nordsjælland   | definitivo |

## Risultati

### Eliteserien

#### Girone di andata
| Arbitro: | Hansen (Feda) |

|                 |           |  |
| Orry Larsen 47’ | Marcatori |  |

| Arbitro: | Moen (Haugesund) |

|            |           |                      |
| Meling 27’ | Marcatori | 66’, 75’ Elyounoussi |

| Arbitro: | Skjerven (Kaupanger) |

|                                     |           |                |
| Azemi 32’ Jevtović 64’ Bjørnbak 72’ | Marcatori | 86’ Omoijuanfo |

| Arbitro: | Edvartsen (Hamar) |

|                      |           |           |
| Kassi 1’ Gorozia 90’ | Marcatori | 68’ Brown |

| Arbitro: | Hafsås (Trondheim) |

|            |           |             |
| Groven 44’ | Marcatori | 46’ Mehmeti |

| Arbitro: | Hagen (Grue) |

|  |           |                    |
|  | Marcatori | 39’ (rig.) Vilsvik |

| Arbitro: | Skjerven (Kaupanger) |

|                                     |           |           |
| Miljeteig 40’ Tronstad 51’ Kiss 75’ | Marcatori | 72’ Kassi |

| Arbitro: | Johnsen (Tønsberg) |

|            |           |                           |
| Mehmeti 2’ | Marcatori | 5’ Nordkvelle 41’ Bentley |

| Arbitro: | Døvle (Larvik) |

|                              |           |           |
| Midtsjø 45’, 50’ Gytkjær 53’ | Marcatori | 87’ Kassi |

| Arbitro: | Hansen (Feda) |

|            |           |  |
| Asante 77’ | Marcatori |  |

| Arbitro: | Moen (Haugesund) |

|                   |           |  |
| Heltne Nilsen 47’ | Marcatori |  |

| Arbitro: | Johnsen (Tønsberg) |

|  |           |                                         |
|  | Marcatori | 7’ Gjesdal 25’ Lehne Olsen 49’ Wangberg |

| Arbitro: | Døvle (Larvik) |

|  |           |                                                     |
|  | Marcatori | 33’ Omoijuanfo 42’ Gorozia 78’, 89’ Njie 87’ Meling |

| Arbitro: | Hagen (Grue) |

|  |           |          |
|  | Marcatori | 73’ Otoo |

| Arbitro: | Steen (Bergen) |

|             |           |                      |
| Kolstad 88’ | Marcatori | 37’ Njie 89’ Mehmeti |

#### Girone di ritorno
| Arbitro: | Hafsås (Trondheim) |

|           |           |             |
| Issah 72’ | Marcatori | 67’ Karadas |

| Arbitro: | Døvle (Larvik) |

|                               |           |                                 |
| Antonsen 76’ Ingebrigtsen 88’ | Marcatori | 36’ (aut.) Wangberg 56’ Mehmeti |

| Arbitro: | Moen (Haugesund) |

|                              |           |                               |
| Adjei-Boateng 2’ Pedersen 7’ | Marcatori | 5’ Gorozia 30’ (aut.) Vilsvik |

| Arbitro: | Steen (Bergen) |

|  |           |               |
|  | Marcatori | 30’ Agdestein |

| Arbitro: | Johnsen (Tønsberg) |

|                          |           |                       |
| Aasheim 51’ Pedersen 62’ | Marcatori | 30’ Asante 71’ Meling |

| Arbitro: | Døvle (Larvik) |

|                                  |           |  |
| Grossman 16’ Keita 30’ Kassi 86’ | Marcatori |  |

| Arbitro: | Steen (Bergen) |

|              |           |            |
| Ramsland 71’ | Marcatori | 78’ Meling |

| Arbitro: | Edvartsen (Hamar) |

|  |           |                        |
|  | Marcatori | 85’ Bakenga 90’ Jensen |

| Arbitro: | Hagen (Grue) |

|  |           |           |
|  | Marcatori | 58’ Keita |

| Arbitro: | Døvle (Larvik) |

|                  |           |  |
| Hanche-Olsen 62’ | Marcatori |  |

| Arbitro: | Hansen (Feda) |

|              |           |                          |
| Pedersen 90’ | Marcatori | 35’ Sinyan 51’ G. Martin |

| Arbitro: | Moen (Haugesund) |

|               |           |                 |
| Lindkvist 84’ | Marcatori | 3’ (rig.) Keita |

| Arbitro: | Skjerven (Kaupanger) |

|          |           |                          |
| Njie 42’ | Marcatori | 84’ Sundli 88’ Mortensen |

| Arbitro: | Hansen (Feda) |

|                             |           |  |
| Gatt 10’ Flo 41’ Toivio 48’ | Marcatori |  |

| Arbitro: | Edvartsen (Hamar) |

|                                   |           |  |
| Omoijuanfo 27’, 32’ Alanzinho 76’ | Marcatori |  |

#### Qualificazioni all'Eliteserien
| Arbitro: | Skjerven (Kaupanger) |

|               |           |  |
| Ogungbaro 76’ | Marcatori |  |

| Arbitro: | Moen (Haugesund) |

|                     |           |  |
| Omoijuanfo 83’, 85’ | Marcatori |  |

### Norgesmesterskapet
| Arbitro: | Overgård Hauglund |

|          |           |                                                |
| Thun 23’ | Marcatori | 42’ Kassi 83’ Omoijuanfo 86’ Mehmeti 90’ Eghan |

| Arbitro: | Haugen |

|                   |           |                                                                 |
| Horvei 52’ (rig.) | Marcatori | 17’ Gorozia 29’, 59’ Omoijuanfo 75’ Moe 80’ Issah 90’, 90’ Njie |

| Arbitro: | Jonsson Trædal (Oslo) |

|  |           |                             |
|  | Marcatori | 19’, 50’ Mehmeti 52’ Meling |

| Arbitro: | Steen (Bergen) |

|              |           |  |
| Pedersen 39’ | Marcatori |  |

### Europa League
| Rhyl 30 giugno 2016, ore 19:15 Primo turno di qualificazione Andata | Connah's Q.N. | 0 – 0 referto | Stabæk | Belle Vue\| Arbitro: \| Casanova \| |
| Arbitro:                                                            | Casanova      |               |        |                                     |

| Arbitro: | Kopriwa |

|  |           |            |
|  | Marcatori | 15’ Morris |

## Statistiche

### Statistiche di squadra
| Competizione          | Punti | In casa | In casa | In casa | In casa | In casa | In casa | In trasferta | In trasferta | In trasferta | In trasferta | In trasferta | In trasferta | Totale | Totale | Totale | Totale | Totale | Totale | DR  |
| Competizione          | Punti | G       | V       | N       | P       | Gf      | Gs      | G            | V            | N            | P            | Gf           | Gs           | G      | V      | N      | P      | Gf     | Gs     | DR  |
| --------------------- | ----- | ------- | ------- | ------- | ------- | ------- | ------- | ------------ | ------------ | ------------ | ------------ | ------------ | ------------ | ------ | ------ | ------ | ------ | ------ | ------ | --- |
| Eliteserien           | 31    | 15      | 5       | 1       | 9       | 15      | 18      | 15           | 3            | 6            | 6            | 20           | 24           | 30     | 8      | 7      | 15     | 35     | 42     | -7  |
| Qual. all'Eliteserien | -     | 1       | 1       | 0       | 0       | 2       | 0       | 1            | 0            | 0            | 1            | 0            | 1            | 2      | 1      | 0      | 1      | 2      | 1      | +1  |
| Norgesmesterskapet    | -     | 0       | 0       | 0       | 0       | 0       | 0       | 4            | 3            | 0            | 1            | 14           | 3            | 4      | 3      | 0      | 1      | 14     | 3      | +11 |
| Europa League         | -     | 1       | 0       | 0       | 1       | 0       | 1       | 1            | 0            | 1            | 0            | 0            | 0            | 2      | 0      | 1      | 1      | 0      | 1      | -1  |
| Totale                | -     | 17      | 6       | 1       | 10      | 17      | 19      | 21           | 6            | 7            | 8            | 34           | 28           | 38     | 12     | 8      | 18     | 51     | 47     | +4  |

### Andamento in campionato
| Giornata  | 1  | 2  | 3  | 4  | 5  | 6  | 7  | 8  | 9  | 10 | 11 | 12 | 13 | 14 | 15 | 16 | 17 | 18 | 19 | 20 | 21 | 22 | 23 | 24 | 25 | 26 | 27 | 28 | 29 | 30 |
| --------- | -- | -- | -- | -- | -- | -- | -- | -- | -- | -- | -- | -- | -- | -- | -- | -- | -- | -- | -- | -- | -- | -- | -- | -- | -- | -- | -- | -- | -- | -- |
| Luogo     | T  | C  | T  | C  | T  | C  | T  | C  | T  | C  | T  | C  | T  | C  | T  | C  | T  | T  | C  | T  | C  | T  | C  | T  | C  | C  | T  | C  | T  | C  |
| Risultato | P  | P  | P  | V  | N  | P  | P  | P  | P  | V  | P  | P  | V  | P  | V  | N  | N  | N  | P  | N  | V  | N  | P  | V  | V  | P  | N  | P  | P  | V  |
| Posizione | 14 | 15 | 15 | 13 | 12 | 13 | 15 | 15 | 15 | 15 | 15 | 15 | 15 | 15 | 13 | 13 | 14 | 14 | 15 | 15 | 14 | 14 | 15 | 14 | 13 | 14 | 15 | 15 | 15 | 14 |

Fonte:  Tippeligaen 2016, su altomfotball.no, Altomfotball. URL consultato il 3 marzo 2016 (archiviato dall'url originale il 4 maggio 2013).
Legenda:

Luogo: C = Casa; T = Trasferta. Risultato: V = Vittoria; N = Pareggio; P = Sconfitta.

### Statistiche dei giocatori
| Giocatore              | Eliteserien | Eliteserien | Eliteserien | Eliteserien | Norgesmesterskapet | Norgesmesterskapet | Norgesmesterskapet | Norgesmesterskapet | Europa League | Europa League | Europa League | Europa League | Qual. all'Eliteserien | Qual. all'Eliteserien | Qual. all'Eliteserien | Qual. all'Eliteserien | Totale   | Totale | Totale      | Totale     |
| Giocatore              | Presenze    | Reti        | Ammonizioni | Espulsioni  | Presenze           | Reti               | Ammonizioni        | Espulsioni         | Presenze      | Reti          | Ammonizioni   | Espulsioni    | Presenze              | Reti                  | Ammonizioni           | Espulsioni            | Presenze | Reti   | Ammonizioni | Espulsioni |
| ---------------------- | ----------- | ----------- | ----------- | ----------- | ------------------ | ------------------ | ------------------ | ------------------ | ------------- | ------------- | ------------- | ------------- | --------------------- | --------------------- | --------------------- | --------------------- | -------- | ------ | ----------- | ---------- |
| M. Aanesland           | 1           | 0           | 0           | 0           | 0                  | 0                  | 0                  | 0                  | 0             | 0             | 0             | 0             | 0                     | 0                     | 0                     | 0                     | 1        | 0      | 0           | 0          |
| Alanzinho              | 8           | 1           | 0           | 0           | -                  | -                  | -                  | -                  | -             | -             | -             | -             | 2                     | 0                     | 0                     | 0                     | 10       | 1      | 0           | 0          |
| J. Andersson           | 0           | 0           | 0           | 0           | -                  | -                  | -                  | -                  | 0             | 0             | 0             | 0             | 0                     | 0                     | 0                     | 0                     | 0        | 0      | 0           | 0          |
| E. Asante              | 20          | 2           | 1           | 0           | 4                  | 0                  | 0                  | 0                  | 2             | 0             | 0             | 0             | -                     | -                     | -                     | -                     | 26       | 2      | 1           | 0          |
| E. Bohinen             | 0           | 0           | 0           | 0           | 0                  | 0                  | 0                  | 0                  | 0             | 0             | 0             | 0             | 0                     | 0                     | 0                     | 0                     | 0        | 0      | 0           | 0          |
| T. Børkeeiet           | 0           | 0           | 0           | 0           | 0                  | 0                  | 0                  | 0                  | 0             | 0             | 0             | 0             | 0                     | 0                     | 0                     | 0                     | 0        | 0      | 0           | 0          |
| E. Dahle               | 0           | 0           | 0           | 0           | 0                  | 0                  | 0                  | 0                  | 0             | 0             | 0             | 0             | -                     | -                     | -                     | -                     | 0        | 0      | 0           | 0          |
| A. Davey               | 5           | 0           | 1           | 0           | 2                  | 0                  | 0                  | 0                  | 0             | 0             | 0             | 0             | -                     | -                     | -                     | -                     | 7        | 0      | 1           | 0          |
| S. Eghan               | 4           | 0           | 1           | 0           | 4                  | 1                  | 0                  | 0                  | 1             | 0             | 0             | 0             | -                     | -                     | -                     | -                     | 9        | 1      | 1           | 0          |
| E. Ekblom              | 0           | 0           | 0           | 0           | 0                  | 0                  | 0                  | 0                  | 0             | 0             | 0             | 0             | -                     | -                     | -                     | -                     | 0        | 0      | 0           | 0          |
| M. Escoe               | 6           | 0           | 1           | 0           | -                  | -                  | -                  | -                  | -             | -             | -             | -             | 0                     | 0                     | 0                     | 0                     | 6        | 0      | 1           | 0          |
| J. Espung              | 0           | 0           | 0           | 0           | 0                  | 0                  | 0                  | 0                  | 0             | 0             | 0             | 0             | 0                     | 0                     | 0                     | 0                     | 0        | 0      | 0           | 0          |
| G. Gorozia             | 23          | 3           | 1           | 0           | 4                  | 1                  | 0                  | 0                  | 2             | 0             | 0             | 0             | 0                     | 0                     | 0                     | 0                     | 29       | 4      | 1           | 0          |
| D. Granli              | 17          | 0           | 1           | 0           | 2                  | 0                  | 0                  | 0                  | 0             | 0             | 0             | 0             | 2                     | 0                     | 0                     | 0                     | 21       | 0      | 1           | 0          |
| C. Grossman            | 23          | 1           | 1           | 0           | 2                  | 0                  | 0                  | 0                  | 2             | 0             | 0             | 0             | 1                     | 0                     | 0                     | 0                     | 28       | 1      | 1           | 0          |
| A. Hanche-Olsen        | 13          | 1           | 2           | 0           | 0                  | 0                  | 0                  | 0                  | 0             | 0             | 0             | 0             | 2                     | 0                     | 1                     | 0                     | 15       | 1      | 3           | 0          |
| E. Haugstad            | 9           | 0           | 0           | 0           | 1                  | 0                  | 0                  | 0                  | 0             | 0             | 0             | 0             | -                     | -                     | -                     | -                     | 10       | 0      | 0           | 0          |
| K. Issah               | 17          | 1           | 7           | 0           | 4                  | 1                  | 1                  | 0                  | 2             | 0             | 0             | 1             | -                     | -                     | -                     | -                     | 23       | 2      | 8           | 1          |
| L. Kassi               | 23          | 4           | 4           | 0           | 3                  | 1                  | 0                  | 0                  | 0             | 0             | 0             | 0             | 2                     | 0                     | 1                     | 0                     | 28       | 5      | 5           | 0          |
| M. Keita               | 9           | 3           | 3           | 0           | -                  | -                  | -                  | -                  | -             | -             | -             | -             | 2                     | 0                     | 0                     | 0                     | 11       | 3      | 3           | 0          |
| S. Lillevik Kjellevold | 0           | -0          | 0           | 0           | -                  | -                  | -                  | -                  | -             | -             | -             | -             | 0                     | -0                    | 0                     | 0                     | 0        | -0     | 0           | 0          |
| E. Linnebo Race        | 7           | 0           | 0           | 0           | 1                  | 0                  | 0                  | 0                  | 0             | 0             | 0             | 0             | 0                     | 0                     | 0                     | 0                     | 8        | 0      | 0           | 0          |
| A. Mehmeti             | 24          | 4           | 4           | 0           | 3                  | 3                  | 1                  | 0                  | 2             | 0             | 0             | 0             | 0                     | 0                     | 0                     | 0                     | 29       | 7      | 5           | 0          |
| M. Mehnert             | 2           | 0           | 0           | 0           | 0                  | 0                  | 0                  | 0                  | 0             | 0             | 0             | 0             | -                     | -                     | -                     | -                     | 2        | 0      | 0           | 0          |
| B. Meling              | 28          | 4           | 6           | 0           | 3                  | 1                  | 1                  | 0                  | 2             | 0             | 0             | 0             | 2                     | 0                     | 0                     | 0                     | 35       | 5      | 7           | 0          |
| J. Moe                 | 17          | 0           | 1           | 0           | 4                  | 1                  | 0                  | 0                  | 2             | 0             | 0             | 0             | 2                     | 0                     | 0                     | 0                     | 25       | 1      | 1           | 0          |
| N. Næss                | 16          | 0           | 0           | 0           | 4                  | 0                  | 0                  | 0                  | 2             | 0             | 0             | 0             | -                     | -                     | -                     | -                     | 22       | 0      | 0           | 0          |
| M. Nilsson             | 13          | 0           | 2           | 0           | -                  | -                  | -                  | -                  | -             | -             | -             | -             | 0                     | 0                     | 0                     | 0                     | 13       | 0      | 2           | 0          |
| M. Njie                | 28          | 4           | 0           | 0           | 4                  | 2                  | 0                  | 0                  | 2             | 0             | 0             | 0             | 2                     | 0                     | 0                     | 0                     | 36       | 6      | 0           | 0          |
| O. Omoijuanfo          | 28          | 4           | 1           | 0           | 4                  | 3                  | 0                  | 0                  | 2             | 0             | 0             | 0             | 2                     | 2                     | 0                     | 0                     | 36       | 9      | 1           | 0          |
| M. Østvold             | 1           | 0           | 0           | 0           | 1                  | 0                  | 0                  | 0                  | 0             | 0             | 0             | 0             | 0                     | 0                     | 0                     | 0                     | 2        | 0      | 0           | 0          |
| S. Pedersen            | 5           | 1           | 0           | 0           | 0                  | 0                  | 0                  | 0                  | 0             | 0             | 0             | 0             | 1                     | 0                     | 0                     | 0                     | 6        | 1      | 0           | 0          |
| M. Sayouba             | 29          | -42         | 2           | 0           | 0                  | -0                 | 0                  | 0                  | 2             | -1            | 0             | 0             | 2                     | -1                    | 0                     | 0                     | 33       | -44    | 2           | 0          |
| C. Schaanning Mørch    | 0           | -0          | 0           | 0           | 0                  | -0                 | 0                  | 0                  | 0             | -0            | 0             | 0             | 0                     | -0                    | 0                     | 0                     | 0        | -0     | 0           | 0          |
| G. Singh Sandhu        | 1           | -0          | 0           | 0           | 4                  | -3                 | 0                  | 0                  | 1             | -0            | 0             | 0             | 0                     | -0                    | 0                     | 0                     | 6        | -3     | 0           | 0          |
| M. Skjønsberg          | 30          | 0           | 2           | 0           | 2                  | 0                  | 1                  | 0                  | 2             | 0             | 0             | 0             | 2                     | 0                     | 1                     | 0                     | 36       | 0      | 4           | 0          |